# 練り切り

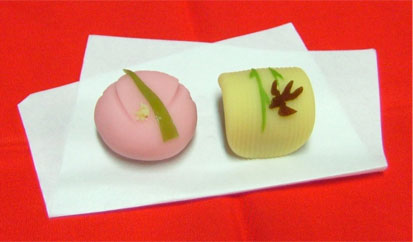
夏の菓子（ナデシコとツバメ）

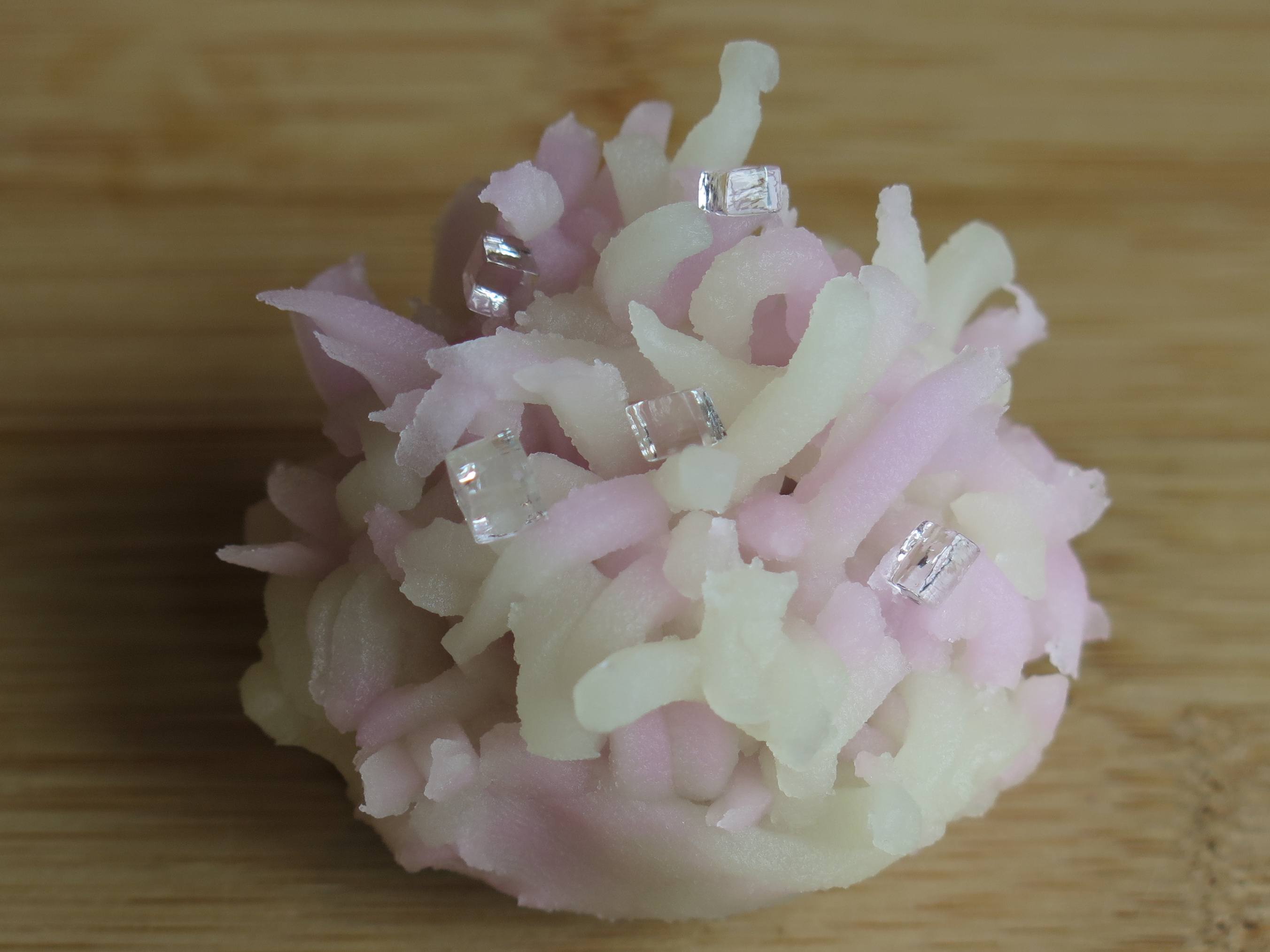
ばらの金団

練り切り（ねりきり）は、白餡に求肥や山芋などをつなぎとして加えて練り上げた「練り切りあん」を主原料とする和菓子である。また、菓子の素材としても、和菓子の種類としても練り切りと呼ぶため留意が必要である。
日本の伝統的な和菓子の中でも、特に芸術性の高い上生菓子に分類される。
白あんに砂糖、山芋などのつなぎを加え練った、練り切りあん（白あん）を主材とする。季節を現し折々の歳時記に因む細工で仕上げ、祝儀用・茶席用上生菓子として使うことが多い。

## 概要
練り切りは、職人が手作業で着色し、花鳥風月といった季節の風物を精巧に写し取って造形される。その芸術性の高さからしばしば「食べる芸術」と称される。味覚だけでなく、視覚、そして文化的な記憶に訴えかける多感覚的な体験を提供し、一つひとつの菓子には自然の儚い美しさを捉えようとする日本の美意識が凝縮されている。

## 上物と並物
上物と並物では材料が異なる。蒸した山芋を裏漉し、砂糖を加えて練り上げる高級な「上物・薯蕷練切」は白ササゲ・白隠元・海老芋・大和芋・百合根・白小豆を加えるが、白小豆は生産量が減少し非常に高価になったため「上物」でも使用しない傾向にある。日常用の「並物・練切」は白練餡を求肥を繋ぎに練り上げ、手亡豆や長芋を加える。

## 製法
適度なやわらかさと粘度があり、これを食用色素で着色して様々な形を彫刻した木型に押し付けたり、指先や箆で成型して仕上げたりする（練り菓子）。

## 歴史
練り切りの歴史は、文化が爛熟した江戸時代に誕生した。その後、関東と関西での製法の分岐や、茶の湯文化における役割を経て、現代へと受け継がれている。

### 「菓子」の概念
日本の「菓子」という言葉は、古代において木の実や果物を指した「果子（かし）」に由来する。これは、加工を施さない自然の甘味を尊ぶ、日本古来の美意識の源流を示すものである。垂仁天皇の命により田道間守が常世の国から非時香菓（ときじくのかくのこのみ、現在の橘）を持ち帰ったという伝説は、彼が「菓祖神（かそしん）」として祀られる所以であり、日本の菓子文化の神話的起源を物語っている。

### 中国からの「唐菓子」
奈良・平安時代、遣唐使によって唐（現在の中国）から、加工された菓子である「唐菓子」がもたらされた。これは米や小麦の粉に、蔦の樹液を煮詰めた甘葛煎（あまずらせん）などの甘味料を加え、油で揚げたものであった。当初、唐菓子は宮中儀式や神仏への供物として用いられ、庶民が口にすることは稀であったが、この「特別な日のための菓子」という位置づけは、後の上生菓子へと受け継がれていくことになる。

### 「点心」と餡の登場
鎌倉・室町時代には、宋や元へ渡った禅僧たちによって、「点心」と、その一部であった「餡」の文化がもたらされた。点心とは本来、食事の間に摂る軽食を指す言葉であり、その中で羊羹や饅頭が日本に伝わった。特に羊羹は、元来、中国では羊の肉を用いたスープ（羹）であったが、肉食を禁じる仏教の戒律に基づき、日本の禅僧たちが羊肉の代わりにアズキなどの植物性食材を用いて本物に見立てた料理を考案した。この「見立て」の精神から、やがて汁気のない菓子としての羊羹が生まれ、小豆を甘く煮詰めた「餡」が和菓子の中心的な素材として確立された。同様に、聖一国師や林浄因によって伝えられたとされる饅頭も、甘い餡を生地で包むという和菓子の基本形式を定着させた。練り切りの直接の祖先となる「白餡」についても、1603年刊行の『日葡辞書』に、饅頭などに用いられる素材としてその存在が記録されており、この時代にはすでに練り切りの基礎となる材料が揃っていたことがわかる。

### 「南蛮菓子」の影響
16世紀、ポルトガルやスペインとの交流が始まると、「南蛮菓子」が日本の菓子文化に革命的な変化をもたらした。カステラや金平糖などと共に、精製された砂糖と鶏卵という新しい素材が伝わった。さらに、練り切りの造形的起源として、ポルトガルの菓子「モルガデイーニョス・デ・アメンドア」などに代表される、アーモンドの粉と砂糖を練って作る「マジパン」の影響を指摘する仮説がある。マジパンは粘土のように自由に成形できる特性が練り切り餡と酷似している。当時の日本にはアーモンドがなかったため、菓子職人たちが性質の似た白餡を代用し、造形的な菓子を創作しようと試みた結果、練り切りの原型が生まれたのではないかと考えられている。

### 江戸文化と練り切りの誕生

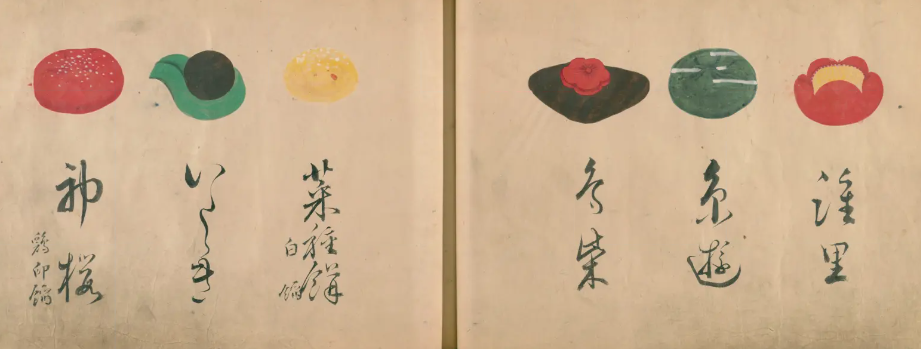
元禄8年（1695）御蒸菓子図に記載された練り切り。江戸時代に練り切りは誕生した。

練り切りの直接の起源は、江戸時代、特に文化が花開いた17世紀から18世紀の社会経済的背景と深く結びついている。裕福な町人層が台頭し、人々は菓子を楽しむ時間的・経済的余裕を得た。かつては貴重品であった砂糖の輸入量も増加し、一般にも流通するようになったことで、菓子作りの可能性は飛躍的に拡大した。需要の増大に応じ、菓子作りは専門職人が営む「菓子屋」という商業形態へと発展した。
文化の中心地であった京都では、宮中や公家、茶道の家元といった洗練された顧客層に支えられ、「京菓子」と呼ばれる芸術性の高い菓子が生まれていった。このような環境の中で、練り切りの直接の祖先とされる「こなし」が誕生した。茶の湯の厳しい美意識に応えるために開発されたこの菓子は、江戸時代後期にはそのデザインが確立され、全国へと広がっていった。

### 現代の練り切り
現在でも練り切りは老舗菓子店で伝統工芸として受け継がれる一方、現代的な感性を取り入れた新しい意匠の創作や、店舗を持たずに活動するフリーランス職人の登場など、時代と共に変化し続ける生きた芸術でもある。最終的に、練り切りは日本の文化的アイデンティティの核心である、四季の移ろいへの感受性、ものづくりの精神、奥ゆかしい美意識、そして「おもてなし」の心を体現している。

## 分類
茶道の主菓子に供されるため、上生菓子に組する。素材として練り切りあんを使うのは練り菓子と餅菓子である。全国和菓子協会では、求肥・こなし・雪平などと一緒に練り物に分類している。
砂糖・小豆餡が流通する江戸後期には既に作られていた
。
江戸時代、京で生まれた「こなし」は、幕府の置かれた江戸へ伝わったが、そこで独自の発展を遂げ「練り切り」となった。この二つの菓子の分岐は、東西の美意識の相違を反映している。

### 西の「こなし」
「こなし」は、生地を「揉みこなす」工程に由来する名称である。製法は、白餡に小麦粉や上新粉などの穀粉のつなぎを混ぜ、一度蒸し上げた後、熱いうちに砂糖を加えて揉み、生地の硬さを調整する。
蒸す工程により、生地はしっかりとしたコシと、もっちりとした歯ごたえを持つ。また、生地は純白ではなく、わずかに黄色味を帯びた落ち着いた生成り色となり、素朴で奥ゆかしい美を尊ぶ京都の「わび・さび」の精神に通じるとされる。

### 東の「練り切り」
「練り切り」は、生地を「練り」ながら成形（切る）することから名付けられ、京の「こなし」が関東で独自に発展したものとされる。製法の最大の違いは、つなぎに小麦粉ではなく、求肥や蒸した山芋を用いる点にある。これらのつなぎと白餡を合わせ、蒸さずに火にかけながら練り上げて生地を作る（火練り）。
この製法により、練り切りの生地は「こなし」よりも柔らかく、しっとりとして口溶けの良い食感となる。美的観点からは、生地が雪のような白さを保つため、様々な染料が鮮やかに発色し、より華やかで複雑な意匠が可能となった。この特性は、活気にあふれ、粋で派手好みな文化が栄えた江戸の気風に合致し、また生地の粘り気はより繊細な手仕事による細工にも適していた。

## 意匠と技法

### 季節感の表現
練り切りの意匠を貫く絶対的な原則は、「季節感」の表現である。職人たちは、四季折々の自然の美を、手のひらに乗る小さな菓子の中に凝縮して描き出す。意匠は一年を通じて日本の歳時記を映し出し、春の桜、夏の紫陽花、秋の紅葉、冬の椿といった風物が表現される。近年では、クリスマスやハロウィンといった伝統的な枠組みを超えた意匠も見られる。

### 職人の道具と技
繊細な芸術を実現するため、職人は特殊な道具と修練で培った技を駆使する。
- 三角棒（さんかくぼう）：最も象徴的な木製の道具。断面が三角形をしており、三つの角を使って鋭い線、丸みを帯びた線、二重線などを描くことが可能である[25]。
- 篩（ふるい）、鋏（はさみ）：そぼろ状の餡を作るため、あるいは細かな切れ込みを入れるために用いられる[16]。
- ぼかし：色の濃淡をつける技法。内側から色をにじませる「内ぼかし」や、異なる色の生地を重ねる「裏打ち」などがある[26]。
- 細工：指先や三角棒で筋を入れたり、形を作ったりする一連の手作業を指す[27]。
- 茶巾絞り：生地を濡らした布巾で包んで絞り、きめ細かな筋目をつける技法[16]。

### 菓銘
菓銘は単なる菓子の名称ではなく、作品に文学的、文化的な深みを与える芸術の一部である。万葉集などの古典和歌や歴史的出来事などを引用し物語性をもたせる。

## 中国における唐菓子との関係
2023年01月12日、中国共産党中央委員会の機関紙『人民日報』のネットメディアである人民網において、練り切りにみえるお菓子を「唐菓子」として紹介する記事が掲載された。このほかにも、中国系のメディアでは、練り切りにみえるお菓子を「唐菓子」として紹介されている。
いずれの記事においても、中国古来に存在した「唐菓子」と形・製法を鑑みると別物である。また、これらの記事で紹介されている「唐菓子」は、新大陸発見後に広まったインゲン豆を用いていることから、古来の「唐菓子」とは別物であると考えられる。
このような「練り切り」と「唐菓子」の混同の背景にはドラマの影響がある。
2022年6月2日に放映された「夢華録（梦华录）」の劇中に、練り切りに似た菓子が登場した。中国のネットユーザーはこれを和菓子ではないかと指摘したが、一方で、一部のユーザーからは「これは唐菓子である」との反論が起こった。その際、南宋時代の文献『東京夢華録』に同様の菓子（果子）の記述があるという主張も見られたが、同書の「果子」は主にドライフルーツベースのお菓子やお菓子以外のものを指す場合が多く、現在の練り切りとは異なるものである。
現在、「練り切り」のように見えるお菓子はドラマの影響で中国各地に広まり、「唐菓子」として売り出されている。